# Schloss Tourbillon
Das Schloss Tourbillon (Aussprache: tuʁbijõ) ist eine als Ruine erhaltene Burg, die sich auf dem gleichnamigen Hügel, nordöstlich der Altstadt von Sitten im Schweizer Kanton Wallis befindet. Dem Schloss gegenüber thront auf einer weiteren Erhebung die Basilika von Valeria. Erbaut wurde Tourbillon Ende des 13. Jahrhunderts von Bischof Bonifatius Challant. Die beiden Hügel und ihre Bauten überragen die Stadt bei Weitem und prägen so das Stadt- und Landschaftsbild.
1788 wurde das Schloss durch den grossen Stadtbrand zerstört.
Seit 1907 ist Tourbillon als historisches Denkmal klassifiziert und wird seit 1977 gemäss Haager Konventionen im Inventar der schützenswerten Denkmäler von nationaler Bedeutung aufgeführt.

## Geschichte

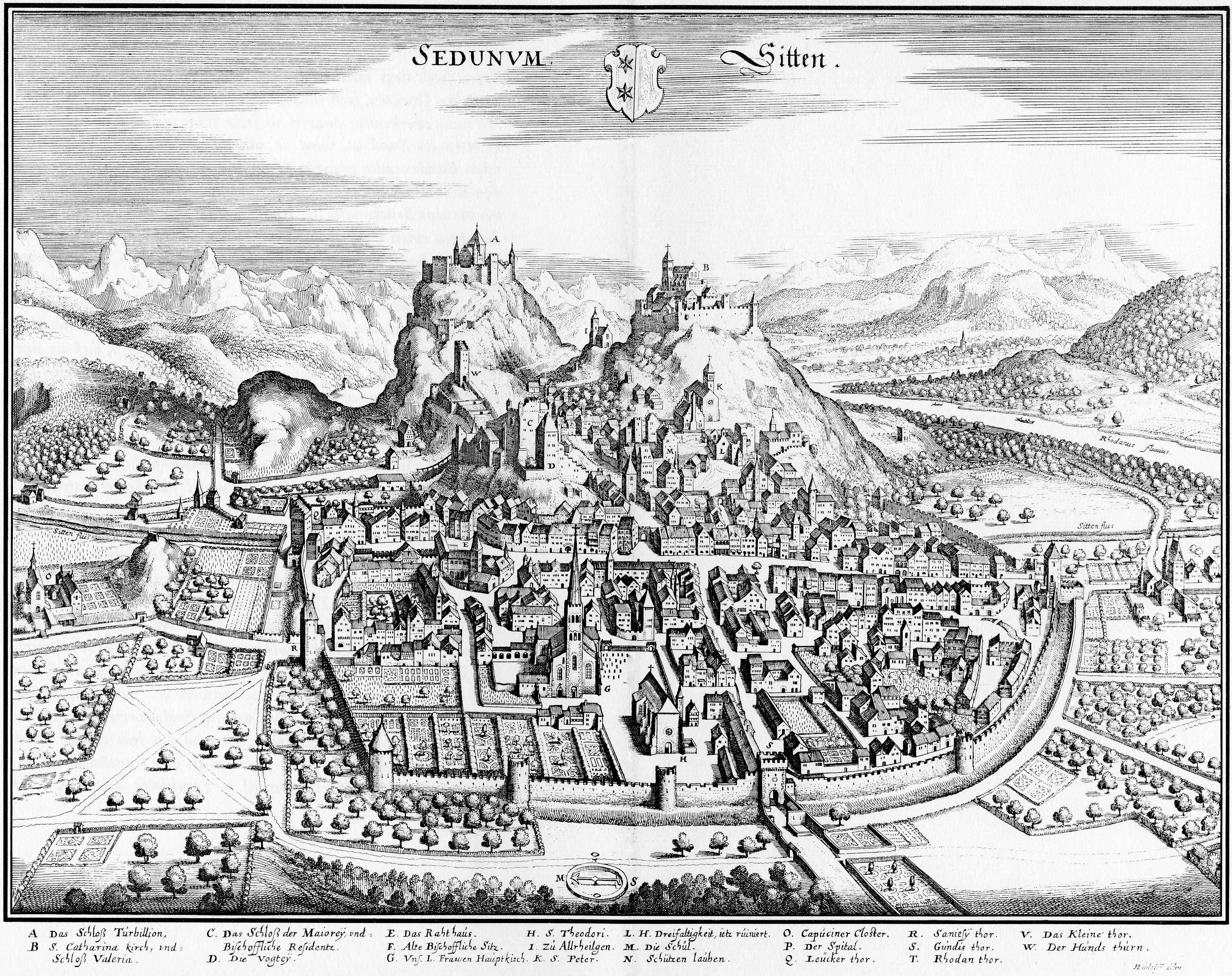
Tourbillon (links) und Valeria (rechts) um 1640

Archäologische Grabungen belegen, dass der Hügel bereits im 5. Jahrtausend vor Christus besiedelt wurde.
Im Mittelalter diente er während Kriegszeiten als Wachposten. Darauf deuten auch Reste eines Donjon hin, welches sich unter der im 15. Jahrhundert erbauten Kapelle befindet. Des Weiteren listet ein Dokument um 1270 Namen von Personen auf, die im Kriegsfall den Wachturm auf dem Hügel hätten besetzen müssen.
Die Errichtung der Burg in den heutigen Ausmassen stiess Bischof Bonifatius Challant 1297 an. Dendrochronologische Datierungen ergaben indes, dass grosse Teile der Anlage erst gegen 1307 erbaut wurden. Die Stadt Sitten sollte durch den Bau vom aufständischen Adel unter Peter IV. von Turn geschützt werden.

### Bischofssitz
Im 13. Jahrhundert wohnte der Bischof noch am Fusse des Hügels Valeria. 1373 erwarb Bischof Gitschard Tavel den Turm des Meiers (Schloss Majoria), welcher sich auf einem abfallenden Felsgrat am westlichen Ausläufer des Hügels Tourbillon befindet, und ernannte diesen zu seiner Hauptresidenz. Im Sommer und während drohender Gefahren diente das Schloss Tourbillon als Sitz.

### Erste Zerstörung und Wiederaufbau
Bereits von 1352 bis 1361 und von 1384 bis 1392 besetzten und verwalteten die Grafen von Savoyen die Burg.
1417 wurde Tourbillon schliesslich während des Raronhandels von den Oberwallisern erobert und teilweise zerstört.
Zwischen 1440 und 1450 liess Bischof Wilhelm III. von Raron die Anlage auf den alten Grundmauern wieder erstellen und die Burgkapelle neu ausmalen.

### Stadtbrand von 1788
Am 24. Mai 1788 zog ein orkanartiger Sturm über das Rhonetal hinauf. Um 1 Uhr nachmittags entfachte dieser einen Brand, gegen den die Feuerwehr nichts auszurichten vermochte. Innert 3 Stunden fielen 226 Gebäude dem Feuer zum Opfer, darunter auch die bischöflichen Schlösser Majoria und Tourbillon. Die wertvollen Schriften des bischöflichen Archivs und der Staatskanzlei wurden ebenfalls zerstört. Einzig die Kathedrale blieb weitgehend verschont, nur ihr Dach wurde beschädigt.
Dieses liess Bischof Franz Melchior Zen-Ruffinen auf seine Kosten wiederherstellen. Er plante auch den Wiederaufbau der beiden Schlösser, sein Tod (1790) und die folgende französische Revolution verhinderten aber die Ausführung.

### Aktuell
Die Anlage wird von der Fondation du Château de Tourbillon restauriert und gewartet.
Die Schlossruine kann von Mitte März bis Mitte November frei besichtigt werden. Am Westende wurde hinter der Kapelle eine Toilette für Besucher errichtet.

## Lage und Architektur
Die Esplanade des Burghügels beträgt von Ost nach West 200 m und von Nord nach Süd ca. 50 m.